# 吉爾波特症候群
吉爾波特症候群（英語：Gilbert's syndrome，簡稱GS）為一種常見的遺傳性肝臟疾病，盛行率約3-12%。
患者體内的非共軛性膽紅素會顯著提升，但沒有明顯併發症，患者可能會在運動後產生輕微黃疸。
造成此疾病的原因為患者的葡萄糖醛酸苷轉移酶功能不佳，使非共軛膽紅素無法轉化為較為水溶的共軛膽紅素。

## 知名病例
- 拿破仑一世[8]
- 阿瑟·科恩伯格，1959年諾貝爾生理醫學獎得主[9]。
- Nicky Wire（英语：Nicky Wire），狂躁街道传教者[10]。
- 亞歷山大·多爾戈波洛夫，烏克蘭職業網球選手[11]。

## 外部連結
- Datagenno - Gilbert's syndrome（页面存档备份，存于）
- GilbertsSyndrome.com — collection of information on Gilbert's Syndrome, including symptom survey
- Children's Liver Disease Foundation（页面存档备份，存于）
- Gilbert's syndromeNIH訂定的罕见病。
- Gilbert's Syndrome（页面存档备份，存于） BMJ Best Practices monograph